# ريازكوفتسي
ريازكوفتسي (بالبلغارية: Рязковци)‏ قرية تقع إدارياً ضمن بلدية غابروفو ‏ في بلغاريا. ويبلغ عدد سكانها 51 نسمة حسب تعداد 15 مارس 2015. تعتمد ريازكوفتسي للبريد على الرمز البريدي 5345.